# Mikael Thorstensson
Lars Mikael Thorstensson, född 24 januari 1985 i Sollentuna, är en svensk fotbollsspelare som är spelande klubbchef i Sollentuna FK.

## Klubbkarriär
Thorstenssons moderklubb är Kärrdals IF. Han är anfallare/försvarare och spelar sedan 2010 i Assyriska FF. Mikael Thorstensson har ett tidigare förflutet i AIK och spelade med A-laget 2003 som 18-åring. Därefter blev det en paus på karriären efter ett halvår i Café Opera innan han började spela med kompisarna i Tureberg i division 4 år 2006. 2008 gjorde han elva mål i sitt första år som Superettanspelare i Väsby United. Inför 2009 års säsong skrev han på ett kontrakt med AIK till 2011. Han spelar med nummer 21 på ryggen och gjorde debut i öppningsmatchen 5 april mot Halmstad på Råsunda fotbollsstadion i ett inhopp då Gabriel Özkan byttes ut. Han spelade från start när AIK mötte Kalmar på Fredrikskans den 13 april som slutade med en 1-0-seger till AIK. Han har haft lite problem med skador men spelade en hel match mot Akropolis den 12 augusti och gjorde 2-0-målet och spelade fram till Pontus Engblom som gjorde 1-0-målet för AIK.
I december 2012 valde Thorstensson att lämna Assyriska för att bli spelande klubbchef i Sollentuna FK.